# Окша (герб)
Окша (пол. Oksza, Bradacica, Halabarda) — родовий герб польської, української та литовсько-білоруської шляхти.

## Історія
Вважається, що герб виник в XII ст. За легендою, цей герб був дарований князем Болеславом III богемському роду Вершовичів (Werszowiec, Werszowic) в 1103 році, в яких до цього була на гербі зображена золота верша. З Чехії до Речі Посполитої прийшов й інший варіант цього герба — Братчиць, що має два топори, рукоятки яких перехрещуються.
Після Городельської унії 1413 року ряд гербів, в тому числі й Окша були закріпленні за представниками литовсько-руської (української) шляхти, та відбулось зрівняння прав шляхти католицького віровизнання Королівства Польського та шляхти Великого князівства Литовського, Руського та Жемантійського. За умовами унії польські шляхтичі Микола та Клімент зі Стржельц (Mikołaj ze Strzelc — sędzia sandomierski i Klemens Wątróbka ze Strzelc) прийняли до герба Окша литовсько-руський боярський рід Мінімунда Сешніковича (Minimund Seśnikowicz, Sessnykouicz).
Герб використовували понад 90 шляхетських родів України, Білорусі, Литви і Польщі, зокрема, Горлицькі, Грабовські, Окші (пол. Okszowie), Окшинські, Окуличі, Островські, Паригеки (пол. Parihekowie), Поровські, Реї, Секірка (пол. Siekierkowie), Семіковські (пол. Siemikowscy), Топольські та інш.

## Опис
У червленому полі розташована срібна сокира з золотою рукояткою. Бойова сокира (Окша) поставлена прямо вістрям в праву сторону щита. Щит увінчаний лицарським шоломом з золотою короною. Над короною така ж Окша, як би встромлена нижнім кінцем в корону.

Oksza II

Герб Окша ІІ — на синьому полі розташована бойова сокира, трохи нахилена убік. Цим гербом зокрема мали право користуватись шляхтичі роду Чеховських (Czechowski).